# Hercules (Zeichentrickserie)
Hercules ist eine Zeichentrickserie nach Disneys gleichnamigen Kinofilm. Die Erstausstrahlung der Serie erfolgte 1998 bis 1999 im Programmfenster The Disney Afternoon sowie auf ABC.

## Inhalt
Die Serie handelt von den Jugendjahren des Halbgottes und Helden in Ausbildung, Hercules. Dieser besucht die Prometheus Akademie. Hercules hat vor allem auch mit den üblichen Problemen eines Teenagers zu kämpfen, obwohl er auch immer wieder zur Tat schreitet, wenn sich Unholde die Ehre geben. Vor allem sein böser Onkel Hades, der Gott der Unterwelt, erweist sich als wiederkehrender Widersacher. Unterstützung findet er bei seinen besten Freunden, Cassandra und Ikarus. Die Handlung läuft parallel zur ersten Hälfte des Filmes, und vieles bezieht sich auf den Film und spätere Ereignisse. Die Figuren stammen zumeist aus der griechischen Mythologie.

## Figuren
| Figur     | Originalsprecher  | Deutscher Sprecher |
| --------- | ----------------- | ------------------ |
| Hercules  | Tate Donovan      | Dominik Auer       |
| Phil      | Robert Costanzo   | Mogens von Gadow   |
| Cassandra | Sandra Bernhard   | Alexandra Ludwig   |
| Icarus    | French Stewart    | Jakob Riedl        |
| Adonis    | Diedrich Bader    | Kai Taschner       |
| Hades     | James Woods       | Arne Elsholtz      |
| Pech      | Bobcat Goldthwait | Stefan Gossler     |
| Schwefel  | Matt Frewer       | Gerald Schaale     |
| Aphrodite | Lisa Kudrow       | Claudia Lössl      |
| Morpheus  | Jonathan Katz     | Thomas Rauscher    |
| Erzähler  | Robert Stack      | Alexander Kerst    |

HerculesDer junge Halbgott ist der Sohn von Zeus. Obwohl er ein naiver Tollpatsch ist, besitzt er einen ausgeprägten Gerechtigkeitssinn und Tapferkeit. Er besucht die Prometheus Akademie und ist ein Held in Ausbildung.
CassandraSie ist eine Seherin und von pessimistischer und ernster Geistesart. Ihre Vorhersehungen, meist schlechter Art, kommentiert sie sarkastisch und kühl, ebenso wie Ikarus’ Annäherungsversuche.
IkarusEinst flog er mit den Wachsflügeln seines Vaters zu nah an die Sonne, worauf er einen Hirnschaden erlitt und abstürzte. Heute ist er daher ein durchgedrehter, aber fröhlicher Zeitgenosse. Er verehrt Cassandra, wovon diese aber nichts wissen will. Sein Vater Daedalus leitet an der Akademie den Werkunterricht.
AdonisAdonis ist der selbstverliebte und arrogante Prinz von Thrakien und aus reichem Hause. Diese vermeintlich höhere Stellung versucht er ständig zu seinem Vorteil und gegenüber seinen Mitschülern auszunutzen. Der Schönling ist wechselweise mit Helena von Troja liiert.
Superba (orig. Tempest)Sie ist eine attraktive Amazone und die Tochter von Hippolyte. Ihre Mutter schickte die missmutige Superba auf die Akademie. Sie ist zwar leicht reizbar und zuweilen cholerisch, doch im Grunde auch sensibel und romantisch.
PhiloctetesEr ist ein Satyr und erfahrener Heldentrainer, weshalb er das Heldentraining nun auch bei Hercules führt.
HelenaHelena von Troja ist das beliebteste Mädchen der Schule. Sie ist äußerst attraktiv, nett und hilfsbereit und mit Adonis liiert.
Weitere wiederkehrende Figuren sind u. a. griechische Götter wie Zeus, Hades, Ares, Aphrodite, Poseidon und Hermes.

## Hintergrund
Die Walt Disney Company produzierte die Serie 1998 und 1999 unter der Regie von Phil Weinstein. Die Musik stammt von Adam Berry, Kevin Quinn und J. Eric Schmidt. Es entstanden 52 Folgen für das Syndication-Programmfenster The Disney Afternoon sowie 13 weitere für den Sender ABC, die dann vom 31. August 1998 bis zum 16. Januar 1999 ausgestrahlt wurden. In Deutschland lief die Serie erstmals ab dem 21. November 1999 Samstag vormittags auf RTL. Neben Ausstrahlungen beim Disney Channel und bei Toon Disney, lief Hercules auch bei ProSieben, Kabel eins und Super RTL. In Österreich strahlt zudem der Sender ORF 1 die Serie aus. Zwei Folgen sind auf Deutsch auf DVD erschienen.
Die Serie gewann 2000 den ASCAP Award in der Kategorie Top TV Series. Zudem wurde Hercules 1999 und 2000 vier Mal für den Daytime Emmy Award nominiert, wobei 2000 eine Trophäe gewonnen wurde.

Im August 1999 erschien ein Zusammenschnitt aus drei Folgen unter dem Titel Hercules: Zero to Hero in den USA auf VHS. Regie führte Bob Kline. Der Film zeigt Hercules frühe Abenteuer während seiner Ausbildung durch seinen Mentor, dem Satyr Philoctetes.